# Аль-Гаді Ізз-ад-Дін
Аль-Гаді Ізз-ад-Дін бін аль-Хасан (араб. عز الدين بن الحسن; 1441 — 18 квітня 1495) — імам Зейдитської держави в Ємені.